# 亞歷山大·瓦斯克
亞歷山大·瓦斯克（Alexander Waske，1975年3月31日—）是一位德國職業網球運動員，2000年轉職業。
2006年6月12日，瓦斯克到達目前為止最高單打世界排名89。

## 生涯雙打冠軍 (4)
| 賽事類別              |
| 大滿貫系列賽 (0)      |
| 網球大師盃 (0)        |
| ATP大師系列賽 (0)     |
| ATP黃金國際巡迴賽 (1) |
| ATP巡迴賽 (3)         |

| 次數 | 日期          | 巡迴賽             | 場地     | 搭擋            | 決賽對手                              | 比分               |
| 1.   | 2006年4月10日 | 美國休士頓         | 綠土     | 米夏埃爾·科洛曼 | 尤利安·克諾夫萊 于爾根·梅爾澤         | 5–7、6–4、[10–5]   |
| 2.   | 2006年5月1日  | 德國慕尼黑         | 紅土     | 安德烈·帕維爾   | 亞歷山大·皮亞 比約恩·法烏             | 6–4、6–2           |
| 3.   | 2007年1月29日 | 克羅埃西亞薩格勒布 | 室內地毯 | 麥可·科洛曼     | 弗朗提斯科·塞馬克 雅羅斯拉夫·萊溫斯基 | 7–65 、4–6、[10–5] |
| 4.   | 2007年4月23日 | 西班牙巴塞隆納     | 紅土     | 安德烈·帕維爾   | 拉斐爾·納達爾 巴托洛梅·薩爾瓦-維達爾  | 6–3、7–61          |

## 外部連結
- 官方网站
- 亞歷山大·瓦斯克（英文/西班牙文）的官方資料
- 亞歷山大·瓦斯克的國際網球總會 職業／青少年 官方資料（英文）
- 亞歷山大·瓦斯克的官方資料（英文）